# Дельфиний риф (фильм)
«Дельфиний риф» (англ. Dolphin Reef) — американский документальный фильм о дельфинах режиссёров Аластера Фовергилла и Кита Шолея. Рассказчиком выступила Натали Портман. Это четырнадцатый документальный фильм производства Disneynature, был выпущен в кинопрокат 28 марта 2018 года во Франции под названием Blue с Сесиль де Франс в роли рассказчика.
Изначально планировалось, что фильм будет выпущен в кинотеатрах США 20 апреля 2018 года Dolphins (рус. Дельфины) с Оуэном Уилсоном в качестве рассказчика, но за несколько дней до американской премьеры студия отказалась от кинопроката. Позже было объявлено, что фильм будет выпущен на сервисе потокового вещания Disney+, что делает его первым фильмом Disneynature, который не выйдет в кинотеатрах США, а озвучит его Натали Портман. Премьера на сервисе Disney+ состоялась 3 апреля 2020 года.

## Сюжет
Созданный в фирменном повествовательном стиле Disneynature, фильм представляет Эхо, молодого тихоокеанского дельфина-афалину, который не может решить, пришло ли время вырасти и взять на себя новые обязанности. Общество дельфинов коварно, и коралловый риф, который Эхо и его семья называют домом, зависит ото всех его обитателей, чтобы сохранить его здоровым. Но Эхо трудно противостоять множеству приключений, которые может предложить ему океан.
Оригинальный текст (англ.)Created with Disneynature’s signature storytelling style, the film introduces Echo, a young Pacific bottlenose dolphin who can’t quite decide if it’s time to grow up and take on new responsibilities. Dolphin society is tricky, and the coral reef that Echo and his family call home depends on all of its inhabitants to keep it healthy. But Echo has a tough time resisting the many adventures the ocean has to offer.
— Disneynature

## Темы
Одна из главных идей фильма заключается в том, что дети должны слушать своих родителей. Продюсер Рой Конли сказал, что «суть взаимоотношений матери и молодого дельфина заключается в том, что мать после того, как перестаёт кормить своего ребёнка, несёт ответственность за становление его как взрослого».
Авторы ленты также выступают за сохранение рифов. Фильм о съёмках «Дайвинг с дельфинами» показал, что за три года создания фильма одна треть рифа, использованного в съёмках, погибла. Несмотря на это, Шоли сказал: «Если молодые люди смогут влюбиться в океан и его существ, у океанов есть надежда. Вот почему я снимаю эти фильмы. Это моя цель».

## Озвучивание
Изначально Оуэн Уилсон должен был исполнить роль рассказчика, но затем его место заняла Натали Портман. Disneynature пригласили её на показ одного из их предыдущих проектов, ещё когда актриса жила в Париже, на который она пришла вместе со своим ребёнком. На мероприятии она выразила желание озвучить один из документальных фильмов их производства в будущем. В 20 лет она с дельфинами научилась подводному плаванию (у берегов Эйлата, Израиль, на берегу Красного моря) и была заинтересована, чтобы присоединиться к съёмочной группе.

## Производство
Создание фильма заняло более трёх лет. Съёмки прошли во Французской Полинезии, на Гавайях и во Флориде операторами Роджером Хорроксом, Полом Аткинсом, Дидье Нуаро (ранее работавший с Жаком-Ивом Кусто) и Джейми Макферсоном. Научными консультантами были Анджела Цилленер, Лаура Энгельби и Джо Мобли. Тот факт, что дельфины всегда находятся в движении и могут двигаться очень быстро, представляло проблему во время съёмок. Хоррокс сказал, что, хотя дельфины являются «самыми приятными» животными, которых он когда-либо снимал, он признал, что «съёмка дельфинов является самой трудоёмкой и подвижной, потому что они постоянно в движении». Сцены, когда дельфины двигались особо быстро, снимались на скутере с торпедным пропеллером. Поскольку за дельфином не получается следовать в течение продолжительного времени, операторы снимали так долго, как могли, получив в итоге тысячи часов материала. Они также снимали и окружающую среду. После команда монтажёров, возглавляемая Мартином Элсбери, свела повествование, которое, по мнению Шолея, «соответствует жизни дельфина».
Cъёмка, не сделанная под водой, осуществлялась с гидроцикла или вертолёта.
Дикторский текст Портман записывала в студии в Лос-Анджелесе. Режиссёры предоставили заметки о том, как вести повествование.

## «Дайвинг с дельфинами»
«Дайвинг с дельфинами» — фильм о съёмках «Дельфиньего рифа». Режиссёром также стал Кит Шолей, а функцию рассказчика исполнила Селин Кусто, внучка Жака-Ива Кусто.

## Отзывы
«Дельфиний риф» получил в основном положительные критические отзывы. На агрегаторе Rotten Tomatoes фильм имеет рейтинг в 100%, на Metacritic 79 из 100 баллов, что указывает на «в целом благоприятные отзывы». Фрэнк Шек из The Hollywood Reporter отметил «великолепную операторскую работу и проницательный монтаж фильма, что типично для документальных фильмов Disney о природе, а также успокаивающе беззаботное повествование Портман, подобное сказке на ночь, которое становится серьёзным лишь в нужные моменты». Стив Пондс из TheWrap назвал ленту «„Славными парнями“ от документальных фильмов о природе». В своём обзоре Даниэль Ратледж сказал, что фильм был «восхитительной, удивительной радостью, в которой мы нуждаемся сейчас», добавив, что «Натали Портман идеальна как звезда озвучивания».